# Clyde C. Holloway

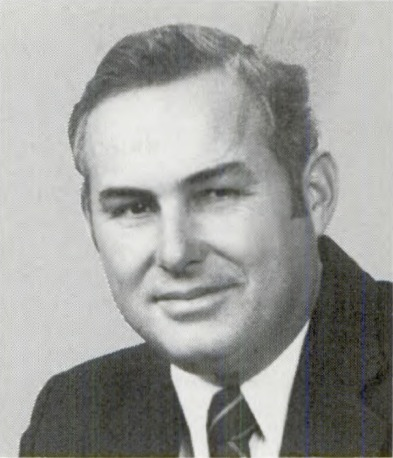
Clyde C. Holloway

Clyde Cecil Holloway (* 28. November 1943 in Lecompte, Louisiana; † 16. Oktober 2016 in Forest Hill, Louisiana) war ein US-amerikanischer Politiker (Republikaner). Zwischen 1987 und 1993 vertrat er den Bundesstaat Louisiana im US-Repräsentantenhaus.

## Werdegang
Clyde Holloway besuchte bis 1961 die Forest Hill High School und war danach an der National Aeronautics School in Kansas City, Kansas. Danach wurde er als Geschäftsmann tätig und wurde Vorsitzender des Verwaltungsrates der Forest Hill Neighborhood School.
Politisch schloss sich Holloway der Republikanischen Partei an. Im Jahr 1980 kandidierte er erstmals erfolglos für den Kongress. Bei den Kongresswahlen des Jahres 1986 wurde er dann im achten Wahlbezirk von Louisiana in das US-Repräsentantenhaus in Washington, D.C. gewählt, wo er am 3. Januar 1987 die Nachfolge von Catherine Small Long antrat. Nach zwei Wiederwahlen konnte er seinen Distrikt bis zum 3. Januar 1993 im US-Repräsentantenhaus vertreten. Zu diesem Zeitpunkt wurde der achte Wahlbezirk aufgelöst. Bereits im Jahr 1991 kandidierte Holloway erfolglos für das Amt des Gouverneurs von Louisiana. Er belegte im ersten Wahlgang den vierten Platz und schied damit aus.
Im Jahr 2003 scheiterte Holloways Kandidatur für den Posten des Vizegouverneurs von Louisiana; er unterlag Mitch Landrieu. Zwischen 2006 und 2009 arbeitete er für das US-Landwirtschaftsministerium. Dabei war er für die Entwicklung des ländlichen Raums in Louisiana zuständig. Seit 2009 war er in der Staatsregierung von Louisiana als Public Service Commissioner für den öffentlichen Dienst verantwortlich. Holloway war verheiratet und hatte vier Kinder.